# オソウシ温泉

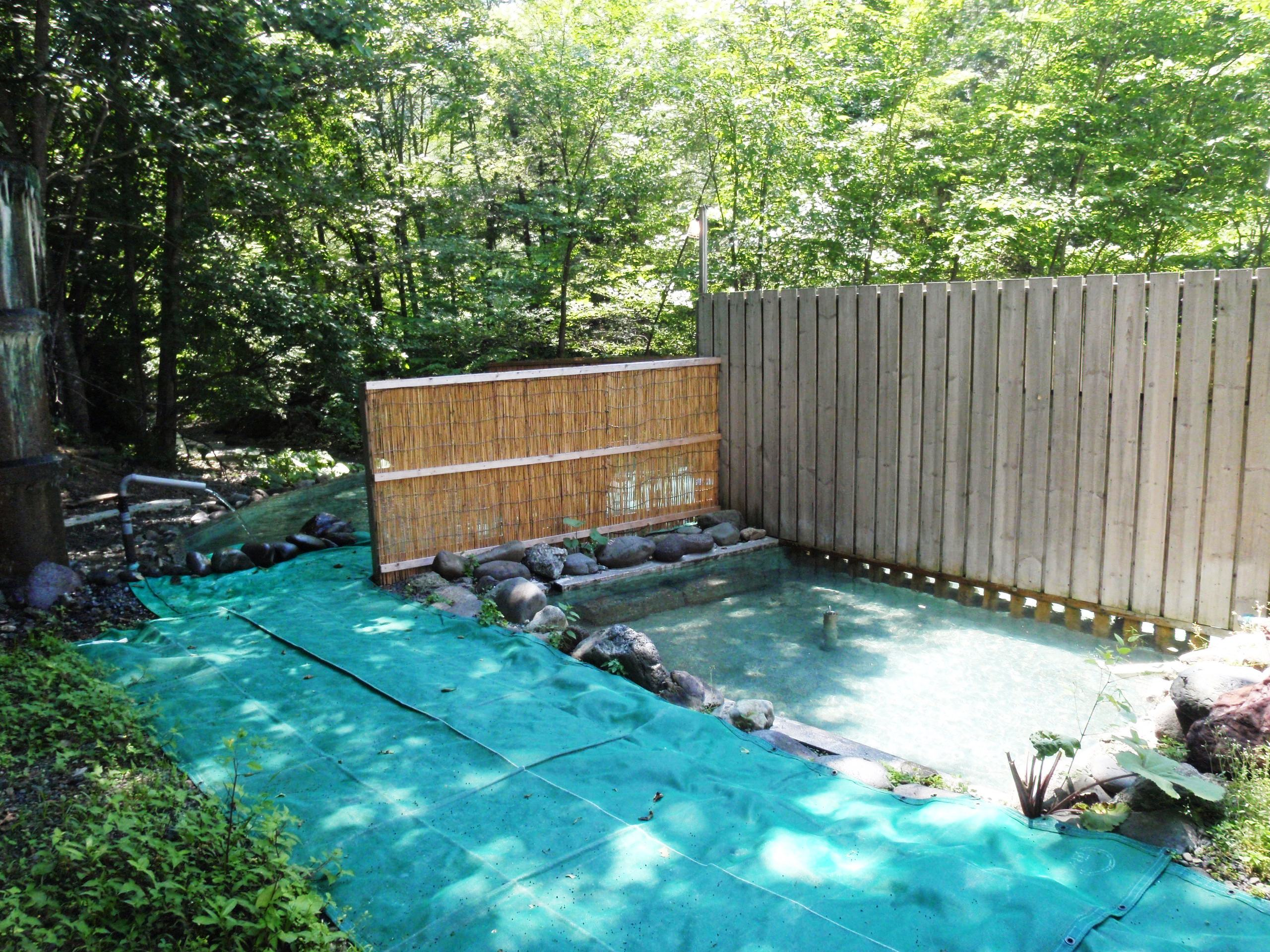
露天風呂、左奥は混浴の低温槽

オソウシ温泉（オソウシおんせん）は、北海道上川郡新得町屈足オソウシにあった温泉。

## 泉質
- アルカリ性単純硫黄泉[1]
  - 源泉温度 28℃、pH 10.06（アルカリ性）[1]、湧出量 155L/min
  - 無色透明、無味、微硫化水素臭[1]
- 国内でも有数の強アルカリ性温泉である[1]。
- 飲泉可能[1]。

## 温泉地
十勝川支流オソウシ川沿いの山中に、一軒宿の「オソウシ温泉 鹿乃湯荘」があり日帰り入浴も可能。
2022年11月1日から2023年10月31日（予定）まで間、施設改修のため休館となっている。
内風呂は男女別に加温掛け流し槽と源泉そのままの低温掛け流し槽。
露天風呂は男女別の加温槽と混浴の源泉の低温槽がある。（露天風呂は冬季閉鎖）

## 交通
車で道東自動車道十勝清水ICから約40km。北海道道718号忠別清水線から岩松ダム手前で右折し林道を約7km。